# Hydnocarpus pinguis
Hydnocarpus pinguis är en tvåhjärtbladig växtart som beskrevs av Herman Otto Sleumer. Hydnocarpus pinguis ingår i släktet Hydnocarpus och familjen Achariaceae. Inga underarter finns listade i Catalogue of Life.